# Cusparina
La cusparina es un alcaloide aislado de la Angostura trifoliata. Es una quinolina sustituida en la posición 2 con un fenetildioxolano. Punto de inflamación 151.462 °C. Índice de refracción: 1.646; Polarizabilidad: 35.307x10-24cm³; entalpía de vaporización 64.688 kJ/mol.